# Дейл Купер
Дейл Барто́ломью Ку́пер (англ. Dale Bartholomew Cooper) — персонаж телесериала «Твин Пикс», специальный агент ФБР. Его роль исполнил Кайл Маклахлен. Дейл Купер является главным героем сериала, а также появляется в приквеле «Твин Пикс: Огонь, иди со мной».
Купер приезжает в Твин Пикс в 1989 году для расследования жестокого убийства популярной школьницы Лоры Палмер. Он сразу влюбляется в город и получает признание в кругу новых знакомых. У него масса причудливых манер, таких как поднимать большой палец, когда он доволен, самобытное чувство юмора, любовь к хорошим вишнёвым пирогам и «чертовски хорошему кофе» (англ. «damn fine cup of coffee»), который он пьёт исключительно чёрным. Одна из его самых популярных привычек — это записывать на диктофон свои наблюдения и мысли, обращаясь к своей помощнице по имени Дайана.

## Биография
Дейл Купер родился 19 апреля 1954 года, окончил Haverford College. Глубоко интересуется тибетской мифологией и мифами американских индейцев. Значительная часть его работы основана на интуиции и даже снах. Работу в ФБР Купер начал в отделении ФБР Филадельфии, штат Пенсильвания. Там у Купера начались партнерские отношения с более опытным Уиндомом Эрлом. Через некоторое время Кэролайн, жена Эрла, стала свидетелем федерального преступления. Эрл и Купер были приставлены для её защиты, и именно в это время у Купера с Кэролайн начались любовные отношения. Однажды ночью в Питтсбурге Купер потерял бдительность, и Кэролайн была убита собственным мужем. Уиндом Эрл был признан невменяемым и впоследствии был направлен в психиатрическую клинику. Купер был душевно опустошён потерей женщины. Как он позже говорил, это была любовь всей его жизни. С тех пор Дейл поклялся больше никогда не сближаться с женщинами, связанными с делами, что он ведёт в ФБР.
За 3 года до приезда Купера в Твин Пикс ему приснился сон о бедственном положении тибетского народа, в котором Купер открыл для себя особенности тибетского дедуктивного метода. Увиденное во сне настолько потрясло его, что, как он потом указывал, это побудило его к нетрадиционным методам в расследованиях. Купер рассказал о своих странных вещих снах своему начальнику, Гордону Коулу (Дэвид Линч). В то же время специальный агент Честер Десмонд (Крис Айзек) бесследно исчезает при расследовании странного убийства, Купер берёт на себя расследование, но не может найти никаких доказательств, которые проливали бы свет на убийство Терезы Бэнкс или на местонахождение агента Десмонда. Примерно годом позже Купер говорит Альберту Розенфельду (Мигель Феррер) в офисе ФБР в Филадельфии, что чувствует, что убийца Терезы Бэнкс снова должен нанести удар в ближайшее время и что его жертвой станет молодая женщина, имеющая светлые волосы, ведущая активную сексуальную жизнь и принимающая наркотики и которая просит о помощи. Розенфельд быстро успокаивает Купера.
24 февраля 1989 Купер приезжает в городок Твин Пикс, чтобы расследовать убийство Лоры Палмер. В результате он помогает департаменту шерифа Твин Пикса и в расследовании других дел. В Твин Пиксе Купер узнает о мистическом месте Чёрного и Белого вигвамов и духах, их населяющих. Купер заходит в Чёрный вигвам, символ зла и ада, для того, чтобы спасти объект своей любви — Энни Блексберн. В Чёрном Вигваме он встречает своего двойника, который выходит из вигвама вместо него, и творит множество преступлений от его лица.
Фильм Дэвида Линча «Твин Пикс: Огонь, иди со мной» проливает некоторый свет на судьбу Купера в финале сериала, в то же время этот фильм является приквелом, который показывает детали последней недели жизни Лоры Палмер. В одном эпизоде фильма в сновидении Лоры о Чёрном Вигваме и его жителях агент Купер, который остался в Вигваме, встречается с Лорой и предупреждает, что ни в коем случае не следует брать кольцо, которое показывает Человек из другого места. Когда Лора (вероятно) просыпается, она видит в своей постели окровавленную Энни Блэкберн, которая говорит, что «хороший Дейл» сейчас в Вигваме и не может оттуда выбраться, а Лоре стоило бы записать об этом в дневник.
В финале фильма Лора Палмер сидит в Красной комнате и смотрит на агента Купера. Его рука покоится на её плече. Вскоре после этого ангел Лоры предстает перед ними и фильм заканчивается.
Реальный Купер покидает вигвам 25 лет спустя без души, и оказывается жертвой множества покушений, профинансированных своим злым двойником, ставшим могущественным криминальным авторитетом, чтобы тот остался единственным Купером и ему не пришлось возвращаться в вигвам, однако каждый раз чудом выживает благодаря вмешательству добрых духов, дающих ему подсказки. Увидев по телевизору знак, что с ним хочет связаться его начальник Гордон Коул, он с большим трудом вставляет вилку в розетку, переживает удар током, впадает в кому, но выживает, возвращает себе душу, и едет в Твин Пикс. Там он становится свидетелем уничтожения своего злого двойника и встречается с Гордоном Коулом. Однако его дальнейшее желание повлиять на ход времени благодаря помощи другого пропавшего агента и бывшего напарника Коула, переставшего быть человеком, Филлипа Джеффриса, чтобы спасти Лору Палмер, приводит к мистическим перемещениям в пространстве и череде странных событий. Их результатом стало то, что Лора Палмер не умерла, а пропала без вести, как и он сам, уже во второй раз.

## Отношения с людьми
В сериале показано, что город Твин Пикс понравился агенту Куперу, со многими из его жителей он нашел полное взаимопонимание, особенно с шерифом Гарри С. Трумэном и его заместителями Томми «Хоуком» Хиллом и Энди Бреннаном (Harry Goaz). Хотя Трумэн поначалу скептически относится к нетрадиционным методам Купера в расследовании и его взглядах на потустороннее, он зачастую готов принять решение Купера (во время инцидента с наркотиками на территории Канады он говорит, что тот — лучший страж из всех известных Трумэну). Их понимание ещё более заметно в других сценах — во время спасения Одри Хорн (Шерилин Фенн) из заведения «Одноглазый Джек», во время недоразумения с торговлей наркотиками, в котором обвиняли Купера, Трумэн защищал его, и в финале сериала ждал в Гоуствудском лесу возвращения Купера из Чёрного вигвама.
До приезда в Твин Пикс Дейл Купер имел отношения с Кэролайн Эрл, женой своего бывшего напарника Уиндома Эрла. Кэролайн находилась под защитой Купера и Эрла как свидетель федерального преступления. Пользуясь упущением Купера, Эрл теряет голову и убивает собственную жену. Смерть Кэролайн и то, что он не смог её защитить, продолжает преследовать Купера и по прибытии в Твин Пикс: при обсуждении женщин с шерифом Трумэном и его заместителями Купер говорит о своем разбитом сердце.
После прибытия агента в Твин Пикс быстро становится известно о том, что Одри Хорн неравнодушна к нему. Заинтересованность девушки оказалась взаимной, но Купер отказывает Одри, когда обнаруживает её в своей постели, однако говорит, что не против быть её хорошим другом. После исчезновения Одри, организованного Жаном Рено, Купер в своей обычной беседе на диктофон признается Дайане, что все, о чём он сейчас может думать — это улыбка Одри Хорн.
Как отметил Кайл Маклахлен в интервью для выпуска DVD-комплекта сериала в 2007 году, он сам наложил вето на отношения его героя с Одри Хорн, поскольку чувствовал, что характер агента Купера не допускает сексуальных отношений со школьницей. После отмены производства авторы сериала отмечают, что отношения Дейла Купера и Одри Хорн должны были стать основной сюжетной линией сериала после раскрытия убийства Лоры Палмер.
После своего восстановления на службе в ФБР Купер встречает Энни Блэкберн, сестру Нормы Дженингс, в которую сразу влюбляется. Купер видит в ней родственную душу, которая, так же, как и он, наблюдает мир с интересом и удивлением. Энни и Купер оба имеют в прошлом разочарование и разбитое сердце (возможно, авторы имели в виду попытку самоубийства девушки, которая способствовала тому, что она приняла решение уйти в монастырь). Купер помогает Энни подготовиться к конкурсу «Мисс Твин Пикс». Во время конкурса (который выиграла Энни) девушку похитил Уиндом Эрл и доставил её в Чёрный Вигвам. Купер следует вслед за Энни в Чёрный вигвам, где вынужден остаться на 25 лет. Из Вигвама же выходит тёмный двойник Купера, в которого вселился Боб.

## В других источниках

### Твин Пикс: Воспоминания специального агента ФБР Дейла Купера
Многие детали и события жизни Купера до событий в Твин Пикс были описаны в книге «Твин Пикс: Воспоминания специального агента ФБР Дэйла Купера» (анг. The Autobiography of F.B.I. Special Agent Dale Cooper: My Life, My Tapes), написанной Скоттом Фростом, братом продюсера сериала Марка Фроста.

### «Дайана …» — Записи агента Купера в Твин Пикс
В начале второго сезона Твин Пикс издательство Simon & Schuster выпустило аудиокнигу «Дайана …» — Записи агента Купера в Твин Пикс», записанную Кайлом Маклахленом. Книга состоит из записей Купера, адресованных его помощнице, которую никто никогда не видел, Дайане, вперемешку с оригинальными монологами Купера из сериала. Книга начинается с пролога, в котором Купер рассказывает о своей поездке в отдалённый Твин Пикс, продолжается с первого монолога Купера, который мы можем услышать в пилотной серии, и продолжается до момента выздоровления Купера от выстрела Джоззи Пэккард. За работу над этой книгой Маклахлен был номинирован на премию Грэмми за лучший разговорный альбом.

### Шоу «Субботним вечером в прямом эфире»
Кайл Маклахлен стал гостем шоу «Субботним вечером в прямом эфире» на пике популярности сериала в 1990 году. Данный эпизод содержал много отсылок к Твин Пикс, а также пародийный скетч на сериал и в частности на Дэйла Купера. Купер в пародии изображён как очень дотошный в своих сообщениях Дайане человек, например в сообщении, сколько волос он нашёл у себя утром в душе.

### В искусстве
В 2002 году во Франции была образована музыкальная группа «Dale Cooper Quartet & the Dictaphones», исполняющая музыку в стиле дарк джаз.